# Парамоново (Альменєвський округ)
Парамо́ново (рос. Парамоново) — село у складі Альменєвського округу Курганської області, Росія.
Населення — 331 особа (2010, 474 у 2002).
Національний склад станом на 2002 рік:
- росіяни — 62 %